# Monopterus bicolor
Monopterus bicolor är en fiskart som beskrevs av Nguyen 2005. Monopterus bicolor ingår i släktet Monopterus och familjen Synbranchidae. Inga underarter finns listade i Catalogue of Life.